# Alexander Victor
Alexander Victor (né le 1er octobre 1983 aux Samoa américaines) est un footballeur international samoan américain ayant joué quatre fois pour son pays lors des qualifications à la coupe du monde 2010.